# علي بونغو أونديمبا
علي بن بونغو اونديمبا (بالفرنسية: Ali Bongo)‏ (ولد باسم آلان برنار بونغو يوم 9 فبراير 1959) هو سياسي غابوني، كان يشغل منصب رئيس الغابون بعد فوزه في الانتخابات الرئاسية سنة 2009 حتى الانقلاب عليه في 30 اغسطس عام 2023.
علي بونغو هو ابن عمر بونغو، الذي كان رئيساً للغابون منذ عام 1967 حتى وفاته في عام 2009. خلال فترة رئاسة والده، شغل منصب وزير الشؤون الخارجية 1989-1991 و نائب عن مدينة بونغوفيل في الجمعية الوطنية بين 1991-1999 ، ووزيراً للدفاع بين 1999-2009. وهو نائب رئيس الحزب الديمقراطي الغابوني (PDG)، وكان المرشح الرئيسي عن الPDG في الانتخابات الرئاسية سنة 2009، بعد وفاة والده، حسب النتائج الرسمية فاز ب‍42٪ من الأصوات.

## انقلاب الغابون 2023
تمت الإطاحة بالرئيس علي بونغو بانقلاب عسكري في 30 أغسطس 2023، حيث أعلن مجموعة ضباط في الصباح الباكر من يوم الأربعاء 30 أغسطس عن الاستيلاء على السلطة وإغلاق الحدود حتى إشعار آخر، وإلغاء الانتخابات التي جرت في 26 أغسطس من نفس العام، وفرضوا الإقامة الجبرية على الرئيس علي بونغو. ثم أعلنوا بعد ذلك عن تنصيب رئيس الحرس الجمهوري الغابوني بريس أوليغي رئيسًا للمرحلة الانتقالية.

## روابط خارجية
- علي بونغو أونديمبا على موقع IMDb (الإنجليزية)
- علي بونغو أونديمبا على موقع الموسوعة البريطانية (الإنجليزية)
- علي بونغو أونديمبا على موقع مونزينجر (الألمانية)
- علي بونغو أونديمبا على موقع ميوزك برينز (الإنجليزية)
- علي بونغو أونديمبا على موقع ديسكوغز (الإنجليزية)